# Dimos Erymanthos
Dimos Erymanthos (Erymanthos) är en kommun i Grekland.   Den ligger i prefekturen Nomós Achaḯas och regionen Västra Grekland, i den centrala delen av landet, 170 km väster om huvudstaden Aten. Antalet invånare är 11 329.